# Gyrstinge Sogn
Gyrstinge Sogn er et sogn i Ringsted-Sorø Provsti (Roskilde Stift).
I 1800-tallet var Kirke Flinterup Sogn anneks til Gyrstinge Sogn. Begge sogne hørte til Alsted Herred i Sorø Amt. Gyrstinge-Kirke Flinterup sognekommune blev senere delt, så hvert sogn blev en selvstændig sognekommune. Ved kommunalreformen i 1970 var Gyrstinge med i forsøget på at danne en Fjenneslev Kommune mellem Sorø og Ringsted, men da det måtte opgives, blev Gyrstinge indlemmet i Ringsted Kommune. Kirke Flinterup blev indlemmet i Stenlille Kommune, der ved strukturreformen i 2007 indgik i Sorø Kommune.
I Gyrstinge Sogn ligger Gyrstinge Kirke.
I sognet findes følgende autoriserede stednavne:
- Arildsborg (bebyggelse)
- Blødebo (bebyggelse)
- Brokkenhuse (bebyggelse)
- Gyrstinge (bebyggelse, ejerlav)
- Gyrstinge Præstemark (bebyggelse)
- Gyrstinge Skovhuse (bebyggelse)
- Gårdstofte (bebyggelse)
- Hedemose (bebyggelse)
- Lille Bøgeskov (areal, bebyggelse)
- Store Bøgeskov (areal, bebyggelse)
- Vrange Huse (bebyggelse)
- Ørslevvester (bebyggelse, ejerlav)